# Palais de la Bourse (Florence)
Pour les articles homonymes, voir Palais de la Bourse.
Le palais de la Bourse de Florence est situé sur le Lungarno Diaz, dans le centre historique de la ville. 

## Histoire
Le vaste bâtiment est situé à l'endroit où se trouvaient autrefois les guildes de la Laine. Celles-ci, dissoutes par le grand-duc Leopold, ont transmis une grande partie de leur héritage à la nouvellement créée Chambre de Commerce. L'endroit a été désigné pour construire un vaste bâtiment destiné à accueillir à la fois la Chambre de Commerce, la Bourse de Commerce et la Banque nationale toscane (aujourd'hui la Chambre de Commerce, d'Industrie, d'Artisanat et d'Agriculture de Florence). 
Le bâtiment a été construit entre 1858 et 1860. Pendant la période où Florence est devenue Capitale de l'Italie (1865-1871), la fonction complexe de la Chambre de Commerce a été maintenue, mais avec un accroissement considérable des charges de représentation administrative du gouvernement. 
En 1914-1915, a été ouverte l'entrée sur la piazza dei Giudici et quelques travaux ont été réalisés à l'intérieur. En 1931-1933, une intervention conçue par l'architecte Ezio Cerpi a conduit à surélever l'ensemble de la structure en utilisant le deuxième étage, conférant au bâtiment son volume actuel. 
La bâtisse, située face au fleuve, a souffert lors des inondations de 1966, puis a été restauré dans les années 1970. Entre 2012 et 2013, le complexe a été remis à neuf.

## Description
Le bâtiment, inspiré par le style néo-classique de sa façade sur le quai, présente un corps central à l'imitation d'un temple grec donnant sur le fleuve. Sur la façade principale, des deux côtés de l'entrée, se trouvent deux bas-reliefs à l'enseigne de l'Art de la Laine.

À l'intérieur, dans l'atrium, on peut toujours voir les peintures murales de Galileo Chini, de style néo-Renaissance (1914-15), représentant l'Agriculture et le Commerce. 

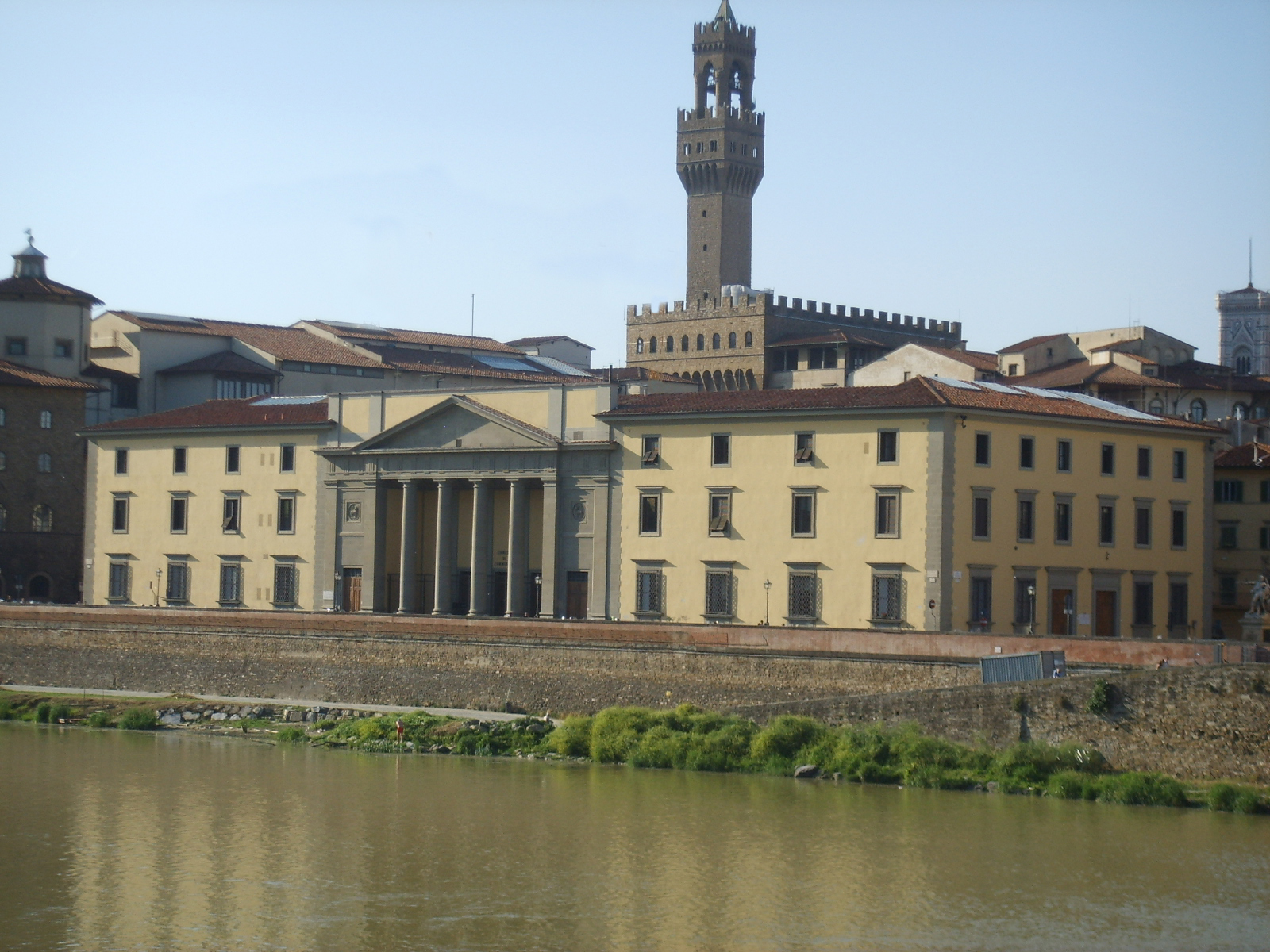
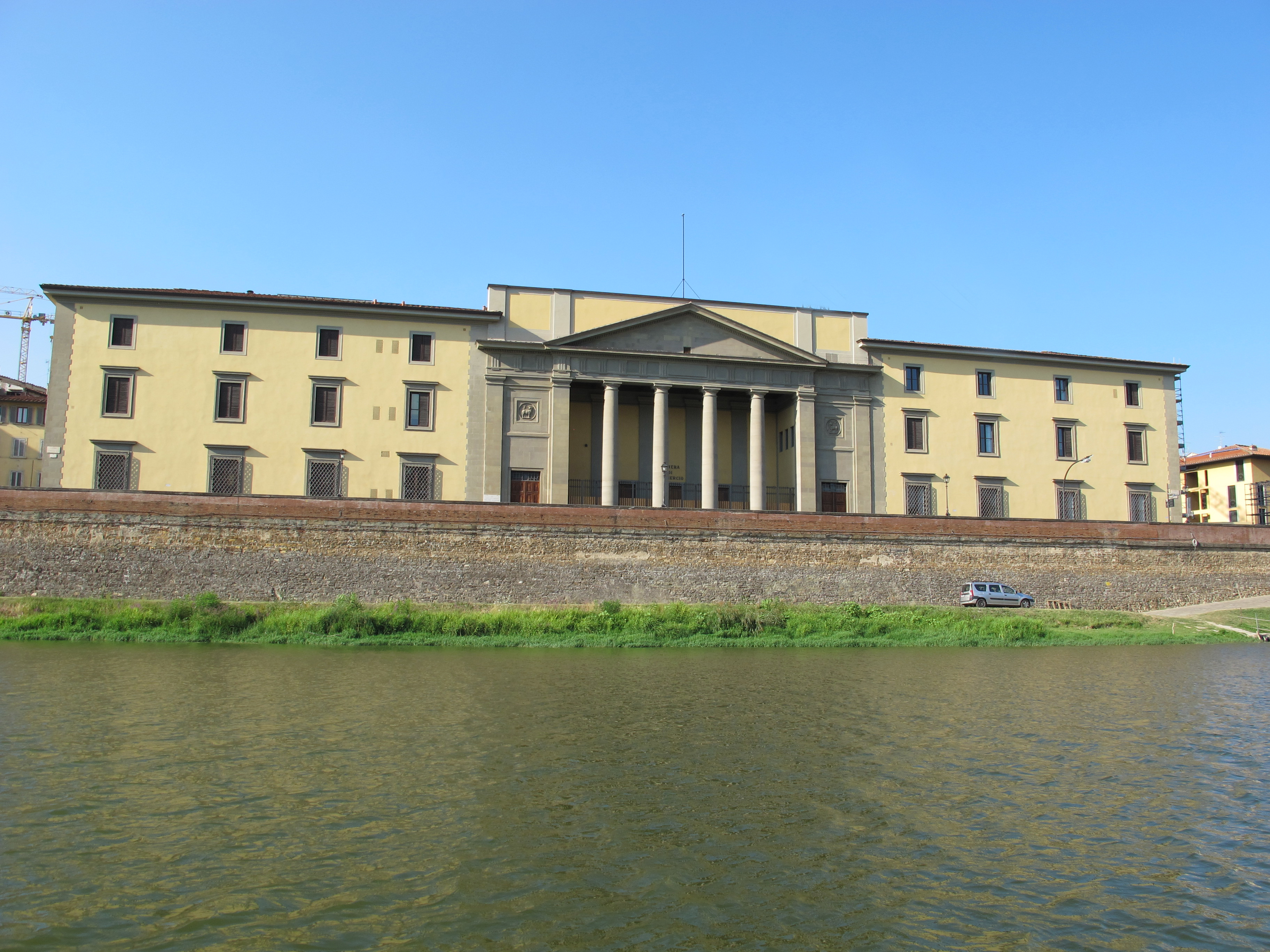
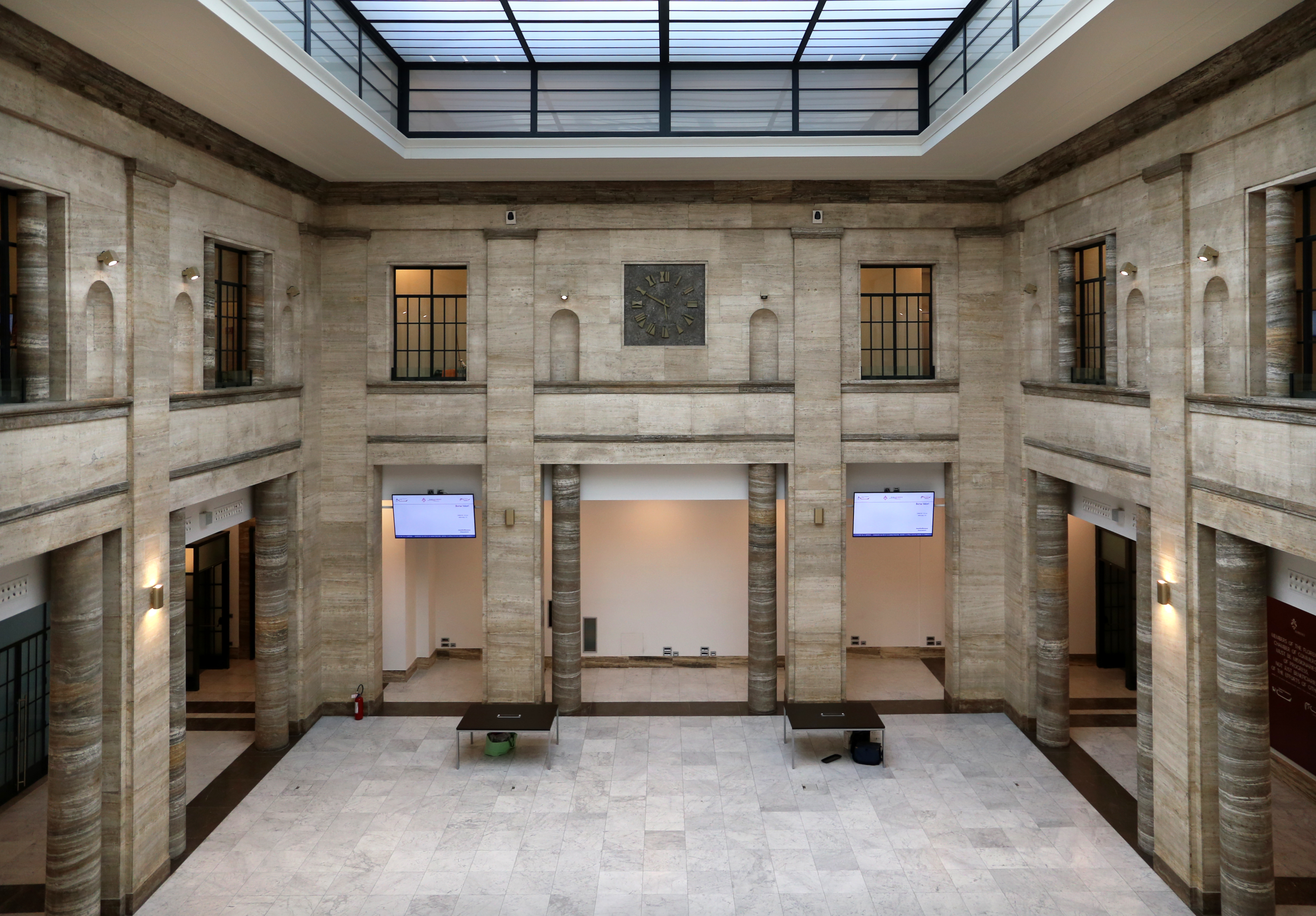
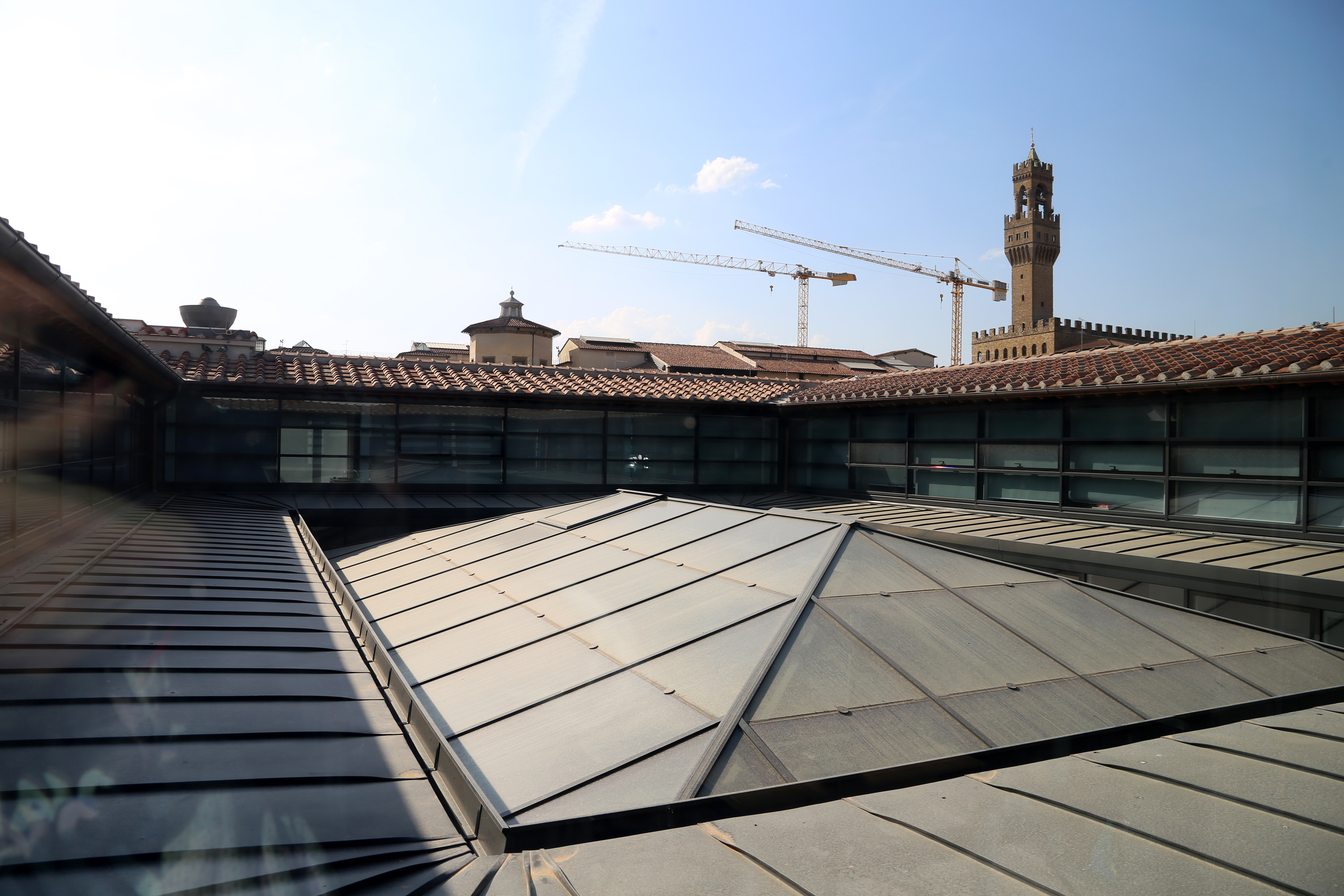

## Œuvres autrefois dans le palais
- Sandro Botticelli, la Madonna del Roseto (1469-1470), aujourd'hui à la galerie des Offices